# ヴィルヘルム・フォン・コベル
ヴィルヘルム・フォン・コベル（Wilhelm von Kobell、1766年4月6日 - 1853年7月15日）は、ドイツの画家、版画家である。風景画や戦場の場面を描いた。

## 略歴
マンハイムで生まれた。父親のフェルディナント・コベル（Ferdinand Kobell, 1740年 - 1799年）、叔父のフランツ・コベル（Franz Kobell, 1749年 - 1822年）も画家であり、コベルの一族からは、何代かにわたって画家が生まれた。父親や伯父から絵を学んだ後、1780年からマンハイムの美術学校で学び、1886年から父親の工房で働いた、
マンハイムに宮廷を置いていたプファルツ選帝侯のカール・テオドールがバイエルン選帝侯を継承し、宮廷をミュンヘンに移した後もマンハイムに留まっていたが、1789年に父親とミュンヘンを訪れ、1793年にヴィルヘルムはミュンヘンに移った。フランス革命戦争が始まり、1795年にマンハイムはフランスの支配をうけることになった。これらの時代の経験から、戦場の場面がコベルの絵画からの題材の一つとなった。
バイエルンでは叔父フランツと王室の美術品の管理の仕事もした。1814年からヨハン・ゲオルク・ディリス (Johann Georg von Dillis) の後任として、ミュンヘン美術院の風景画の教授となり60歳で引退するまで教授を続けた。1817年に貴族に叙せられた。

## 作品

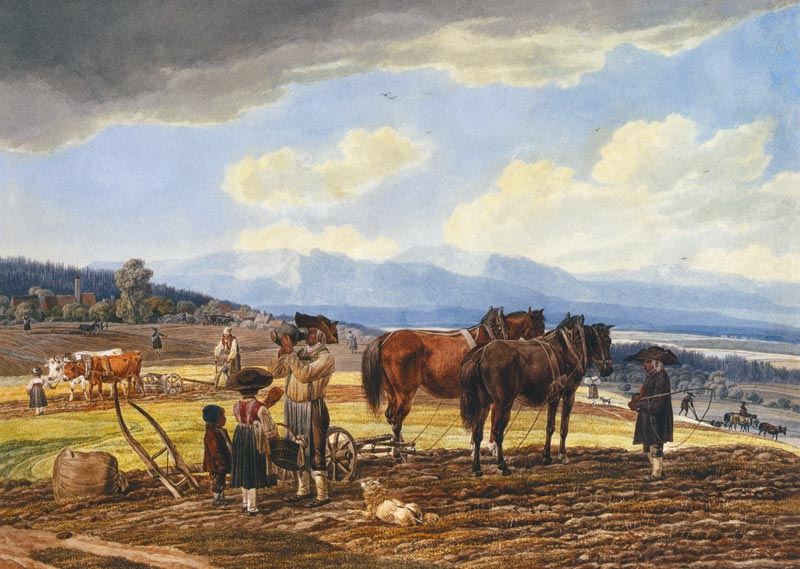
農作業の休息（1802年）
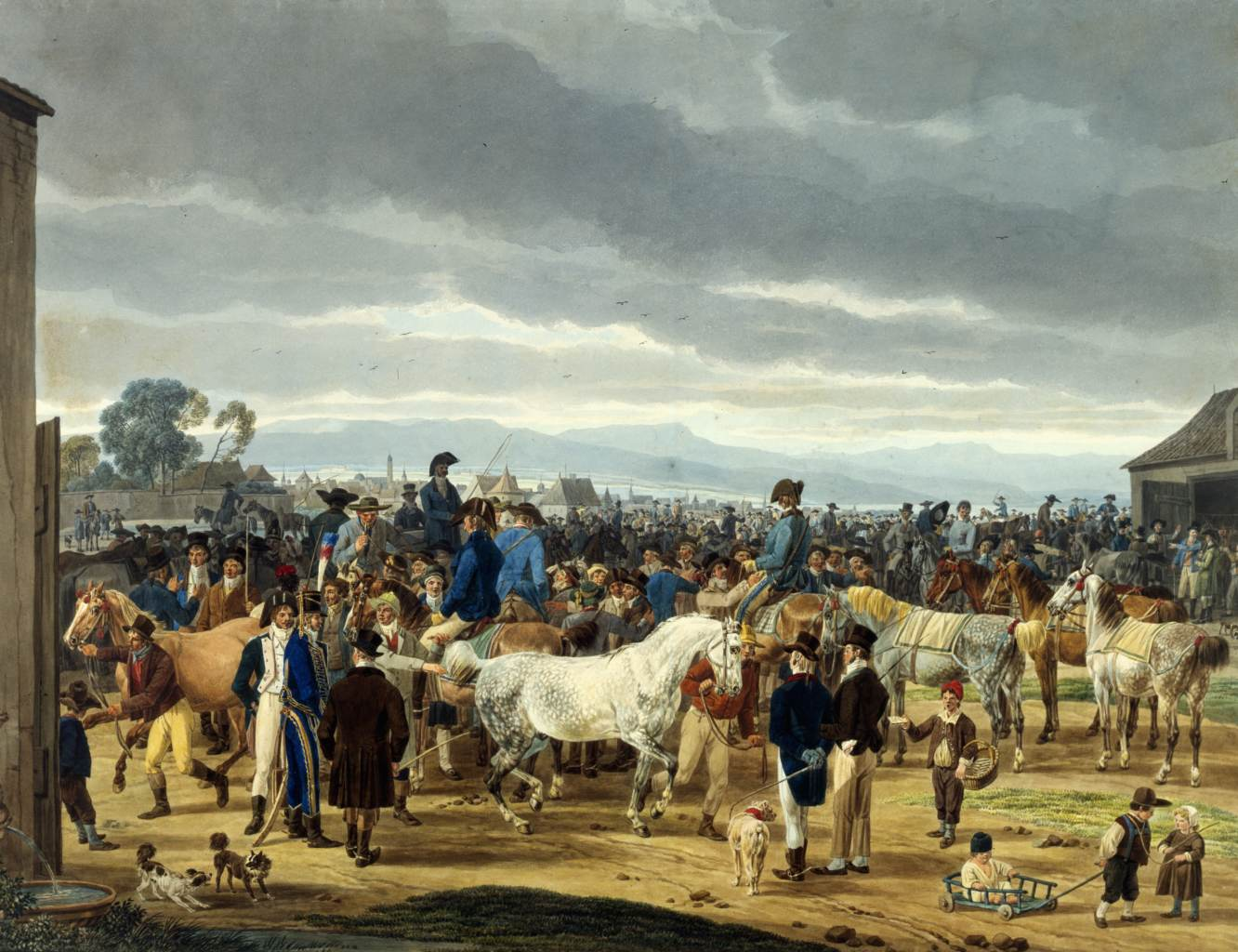
馬市（1802年）
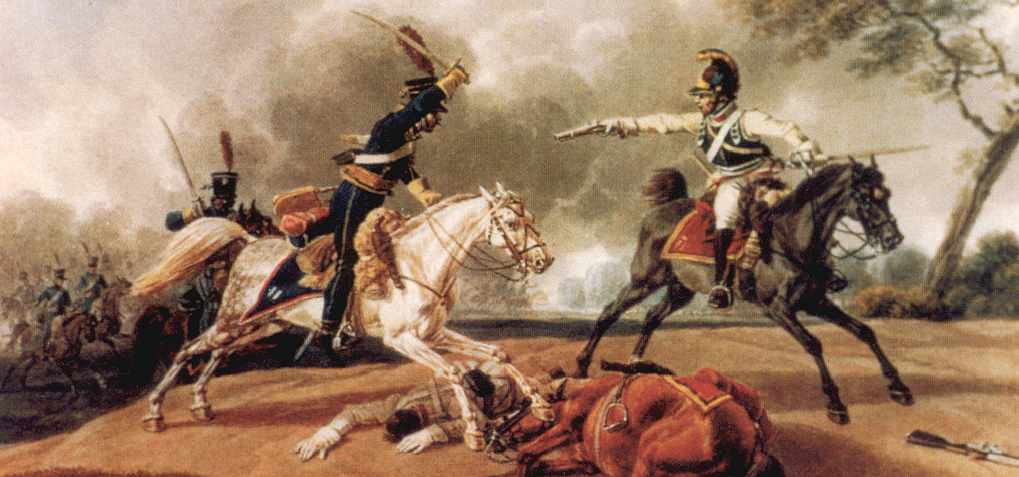
オーストリア騎兵とフランス騎兵の戦い（1808年）
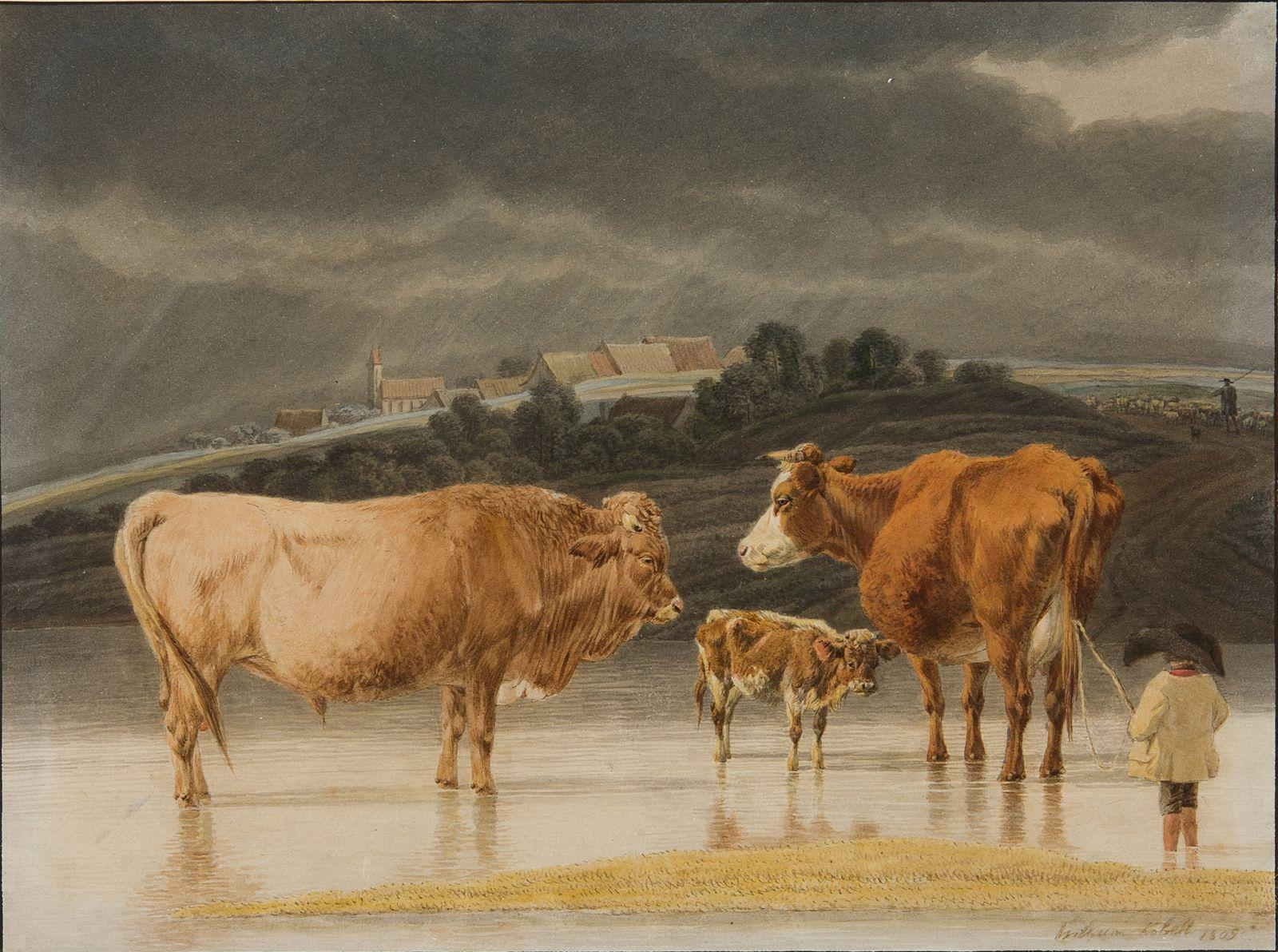
水場の牛（1809年）
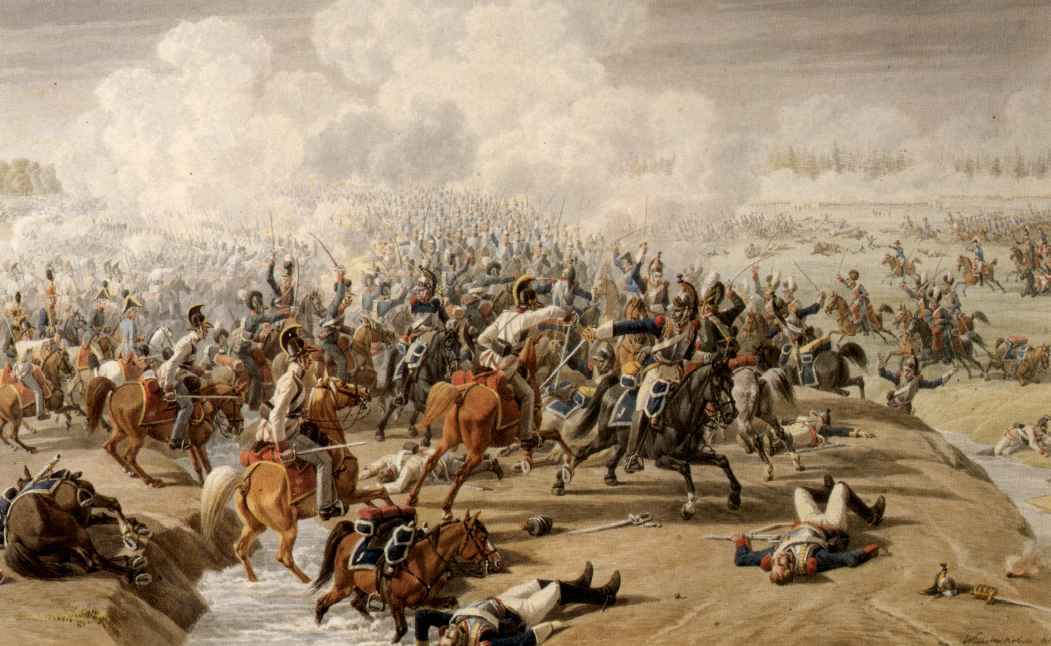
1813年のハーナウの戦い
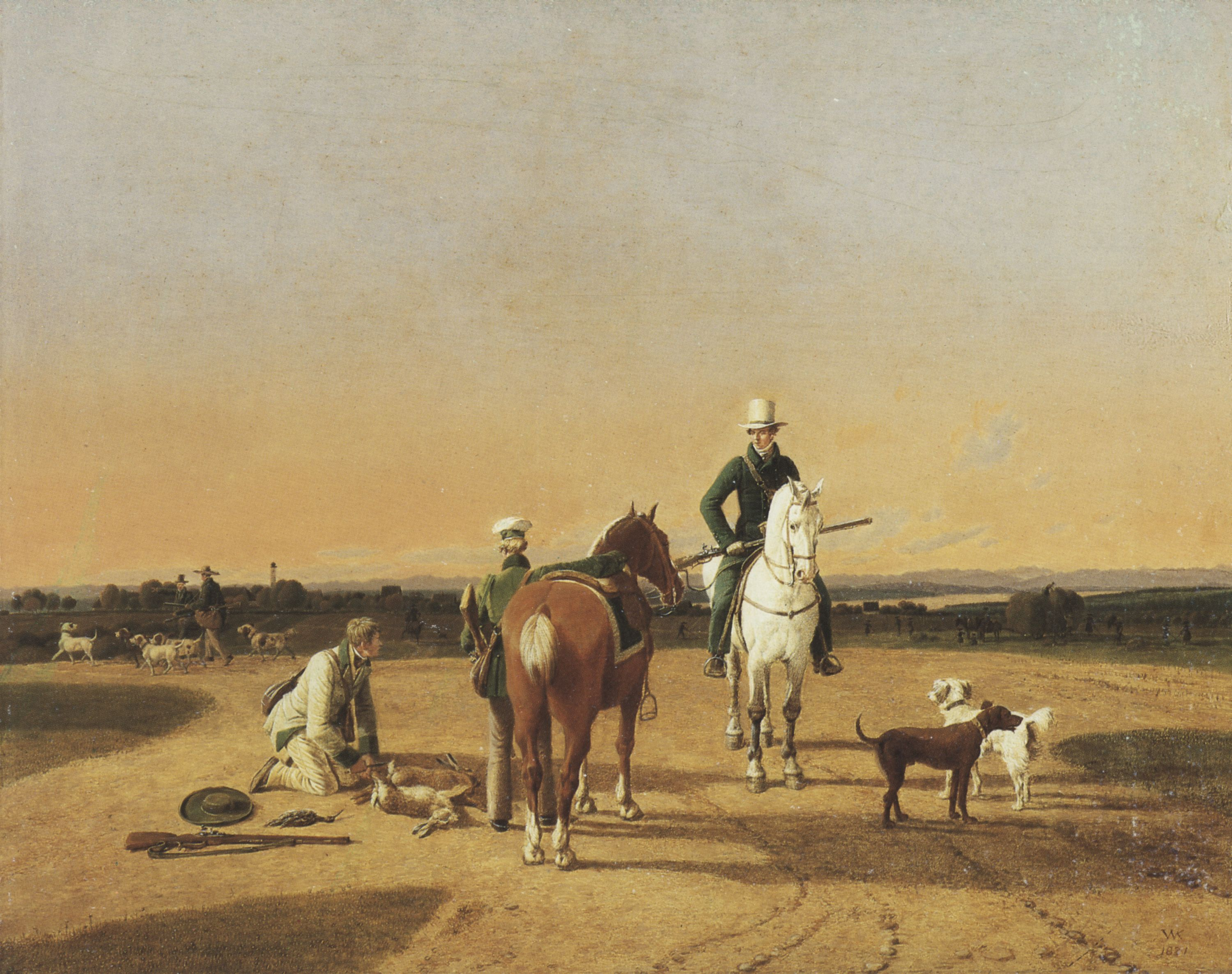
ハンティングの風景（1821年）